# Жозимар (футболист, 1986)
Жозима́р Роза́до да Си́лва Тава́рес или просто Жозимар (порт. Josimar Rosado da Silva Tavares; 18 августа 1986, Пелотас, штат Риу-Гранди-ду-Сул — 28 ноября 2016, Серро-Гордо, Ла-Уньон, Антьокия, Колумбия) — бразильский футболист, выступавший на позиции опорного полузащитника. Погиб в авиакатастрофе BAe 146 под Медельином.

## Биография
Жозимар родился в третьем по величине городе штата Риу-Гранди-ду-Сул, Пелотасе, вырос в районе Коаб-Таблада, но является воспитанником академии одного из ведущих клубов штата и страны — «Интернасьонала» из Порту-Алегри. Друзья чаще всего называли Жозимара не по имени, а просто «Немцем» («Алеман») из-за его происхождения.
На взрослом уровне дебютировал в 2007 году в рамках чемпионата штата. Выступал за дублирующую команду «Интера», а в 2008—2009 годах отдавался в аренду в «Гремио Бразил» из родного Пелотаса, «Форталезу», а также в саудовский «Аль-Ватани». После возвращения в «Интер» сыграл лишь пять матчей в Лиге Гаушу, а затем вновь отправился в аренду — в клуб Серии B «Понте-Прета». В 2012—2014 годах вновь пытался закрепиться в основе «колорадос». В 2013 году сыграл в 22 матчах Серии A. В 2014 и 2015 годах Жозимар играл за «Палмейрас» и «Понте-Прету».
После завершения контракта с «Интером» в 2016 году Жозимар перешёл в «Шапекоэнсе», с которым в первой половине года выиграл чемпионат штата Санта-Катарина. Он был твёрдым игроком основного состава в чемпионате Бразилии (сыграл в 27 матчах из 37) и в розыгрыше Южноамериканского кубка. Команда впервые в своей истории сумела выйти в финал международного турнира. «Немец» сыграл все 90 минут ответного полуфинального матча против аргентинского «Сан-Лоренсо» (0:0). По итогам двухматчевого противостояния «Шапе» вышел в финал турнира. В опорной зоне Жозимар действовал, как правило, в связке с Жилом.
28 ноября 2016 года погиб в авиакатастрофе под Медельином вместе с практически всем составом и тренерским штабом клуба в полном составе, который летел на первый финальный матч ЮАК-2016 с «Атлетико Насьоналем». Позже КОНМЕБОЛ присудила победу в турнире «Шапекоэнсе».
Жозимар похоронен на кладбище «Санта-Каза» в Порту-Алегри. У него остались двое детей.

## Достижения
- Чемпион штата Риу-Гранди-ду-Сул (2): 2012, 2013
- Обладатель Кубка Федерации футбола штата Риу-Гранди-ду-Сул (1): 2009
- Чемпион штата Санта-Катарина (1): 2016
- Обладатель Южноамериканского кубка (1): 2016